# Oribotritia nepalensis
Oribotritia nepalensis är en kvalsterart som beskrevs av Wojciech Niedbała 2000. Oribotritia nepalensis ingår i släktet Oribotritia och familjen Oribotritiidae. Inga underarter finns listade i Catalogue of Life.